# استان الخلیل
استان الخلیل (به عربی: محافظة الخليل) بزرگترین استان در فلسطین است که در جنوب کرانه باختری قرار دارد و توسط دولت خودگردان فلسطین اداره می‌شود. جمعیت این استان حدود ۶۵۰هزار نفر است. مرکز این استان، شهر الخلیل می‌باشد.

## شهرها
- دورا (الخلیل)
- حلحول
- الخلیل (مرکز)
- یطا
- الظاهریه

## شهرداری‌ها
| - بنی نعیم - Beit 'Awwa - Beit Ula - بیت امر - Deir Sammit - اذنا - Kharas | - Nuba - سعیر - السموع - Surif - ترقومیا - Taffuh |  |

## ثبت شهر الخلیل در یونسکو
چهل و یکمین نشست کمیته میراث جهانی یونسکو در ژوئیه ۲۰۱۷ در شهر کراکوف لهستان برگزار شد که طی آن شهر الخلیل مرکز استان الخلیل در سرزمین‌های فلسطین به عنوان میراث جهانی به ثبت رسید.